# STS 52
STS 52 es el nombre de catálogo de un maxilar con parte de la cara y una mandíbula fósiles de Australopithecus africanus, que retienen todos los dientes. Fue encontrado, en 1949, por John T. Robinson en la cueva Sterkfontein de Sudáfrica. Se le atribuye una antigüedad de 2,3 a 2,8 Ma.

## Descripción
La atribución del fósil a A. africanus no parece ofrecer ninguna duda, como en otros casos, según varios autores.
El fósil se encontró en dos partes: STS 52.ª, probablemente comprimido durante la fosilización, un maxilar completo con todos los dientes y parte de la baja cara; y STS 52b un maxilar, deformado, también compuesto y con todos los dientes. La atribución al mismo espécimen se pudo hacer comprobando la oclusión dental.
Las muelas, excepto M3, se encuentran erupcionadas, junto al desgaste dental limitado, lo que indica que el ejemplar murió en la juventud. STS 52b muestra una dentición de tamaño creciente de delante a atrás, un ramus alto (una de las ramas maxilares no está presente) y ausencia de barbilla.
A diferencia de la mayor parte de africanus, no posee el hueso conocido como pilar anterior, una característica no presente en todas las especies de Homo, Australopithecus y Paranthropus.
Se ha catalogado como un ejemplar macho ya que las variaciones debidas al dimorfismo sexual, como en otros africanus, se hace notar en la morfología facial, a lo que se debe añadir los cálculos temporales de la emergencia canina. Como en otros casos, la atribución de sexo ha cambiado con el tiempo. Este ejemplar está reconocido como uno de los africanus con menos prognatismo de los encontrados, aunque es una estimación al haberse hallado solo una parte de la cara.

## Descubrimiento y datación
La datación de los fósiles de los yacimientos de esta zona de Sudáfrica son difíciles y plantean controversias. Todas las realizadas hasta el momento se basan en estudios de fauna, series de uranio y otras de los estratos. Las de STS 52 tienen en cuenta la posición de descubrimiento, en el miembro 4 de la cueva de Sterkfontein.
La datación del miembro 4, por comparación faunística, se acota en el intervalo 2,4-2,8 Ma. Estudios posteriores del estrato, utilizando datación por series de uranio-plomo, dieron un valor de 2,65±0,30 y 2,01±0,05 Ma.